# Памятник отцам-основателям (Плимут)
Па́мятник отца́м-основа́телям (англ. National Monument to the Forefathers) — памятник в городе Плимут (штат Массачусетс, США). Памятник был открыт в 1889 году. Он посвящён памяти отцов-пилигримов, прибывших в Северную Америку в конце 1620 года и основавших Плимутскую колонию на месте, где сейчас находится город Плимут. Памятник сделан из гранита. Высота монумента — 24 м (81 фут). Памятник находится на возвышении рядом с улицей Аллертон (Allerton Street).

## История

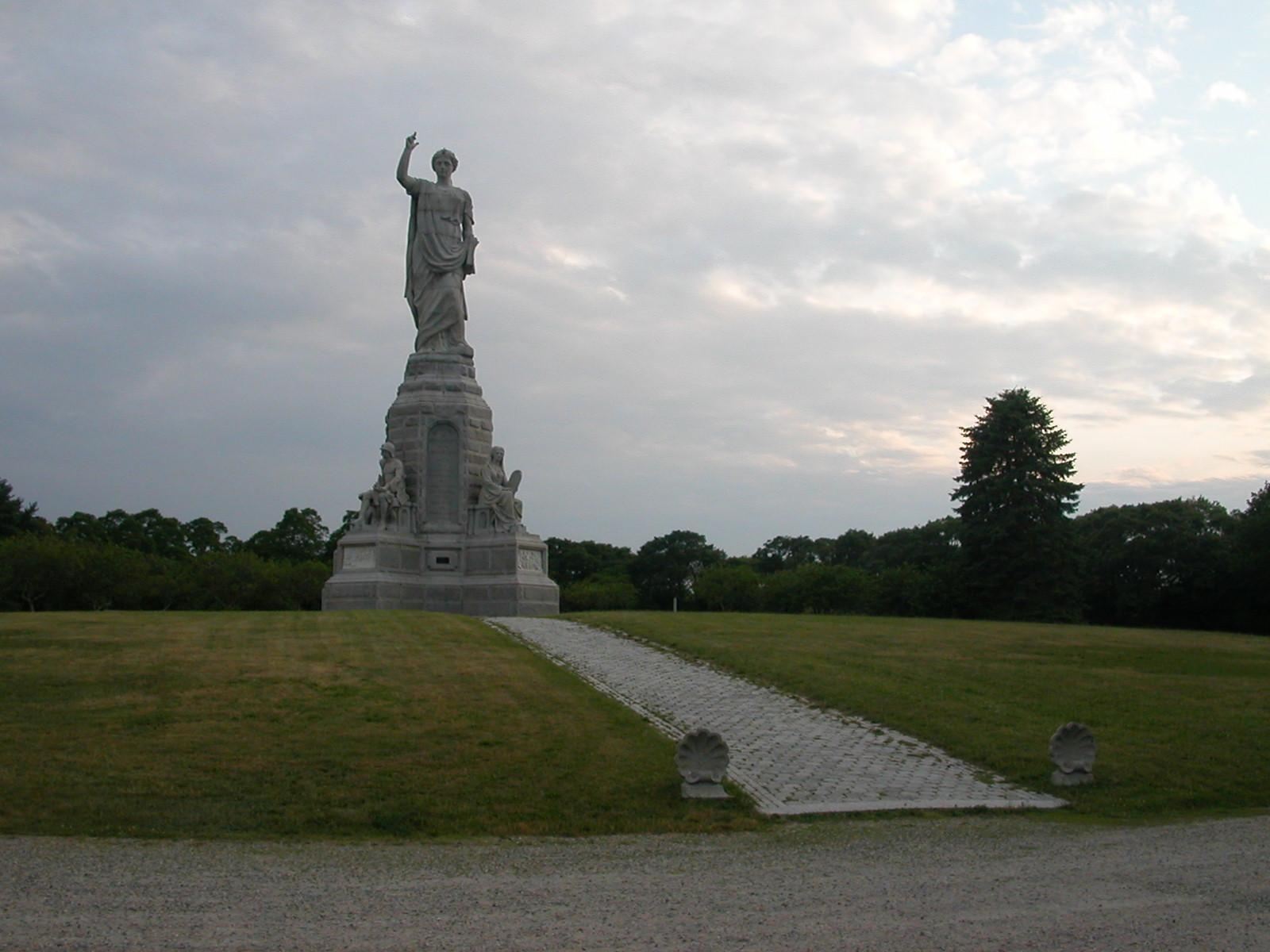
Памятник отцам-основателям и окружающий его парк

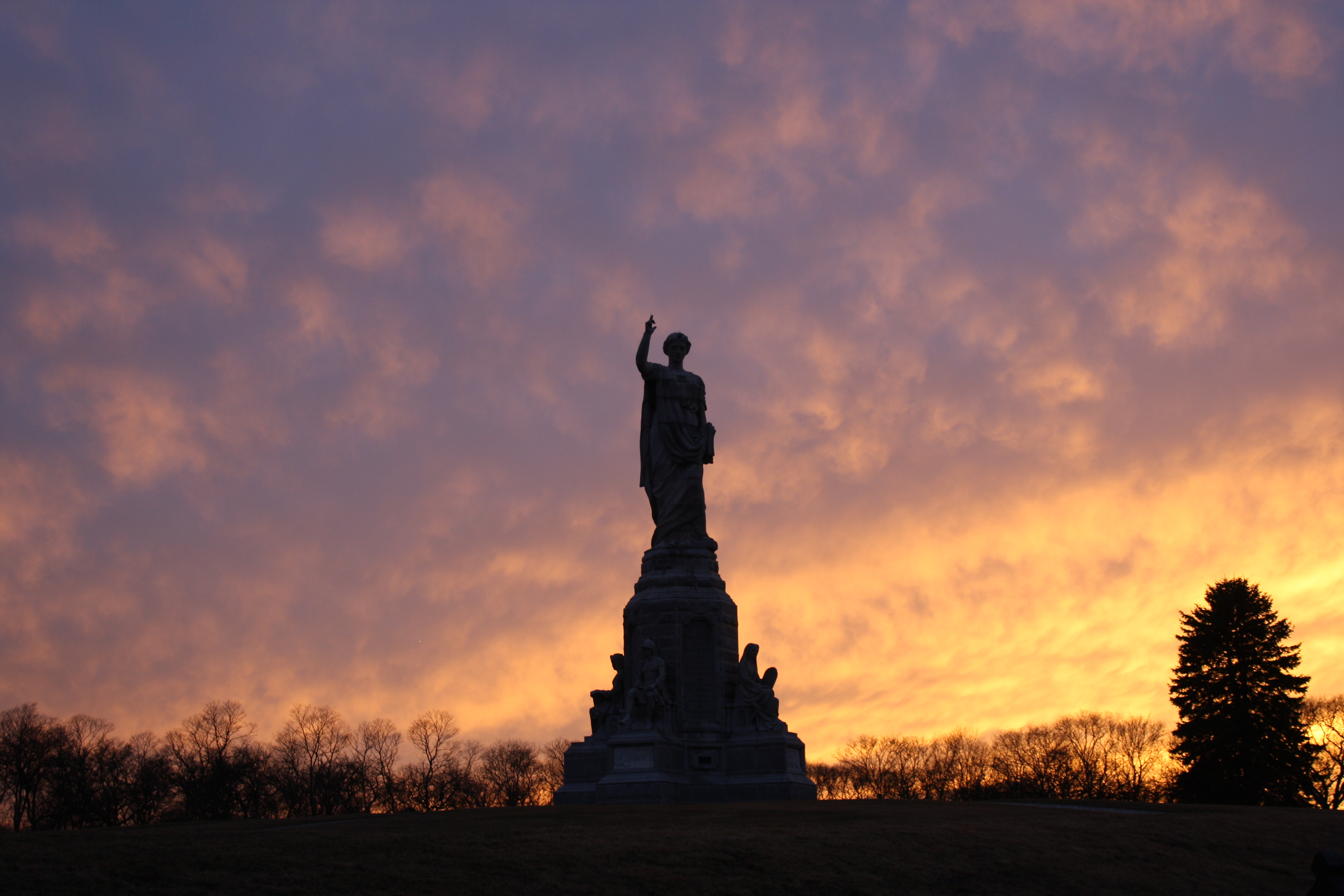
Памятник отцам-основателям на закате

Отцы-пилигримы, плывшие из Англии на корабле «Мэйфлауэр», сначала сделали остановку у бухты мыса Кейп-Код, куда они прибыли 21 ноября 1620 года после 67 дней пути. В день прибытия на Кейп-Код они приняли «Мэйфлауэрское соглашение» (англ. Mayflower Compact), ставшее одним из первых символов независимого уклада жизни колонистов. Через пять недель пилигримы направились к месту расположения Плимутской колонии на западной стороне залива Кейп-Код, где сейчас находится Плимут.
Хотя изначальная идея постройки памятника относилась к 1820-м годам, в действительности проектирование началось только в 1850 году, а краеугольный камень был заложен в 1859 году. Общий дизайн памятника был спроектирован бостонским архитектором Эмметтом Биллингсом. Для создания памятника использовался гранит из Хэллоуэлла (штат Мэн). Строительство монумента затянулось до 1888 года, а официальное открытие состоялось 1 августа 1889 года.
30 августа 1974 года этот памятник был включён в Национальный реестр исторических мест США (под номером 74002033). До 2001 года монумент находился в собственности Пилигримского общества (Pilgrim Society), а затем был передан штату Массачусетс.